# Camillina elegans
Camillina elegans är en spindelart som först beskrevs av Bryant 1940.  Camillina elegans ingår i släktet Camillina och familjen plattbuksspindlar. Inga underarter finns listade.